# Stationsfunkgerät

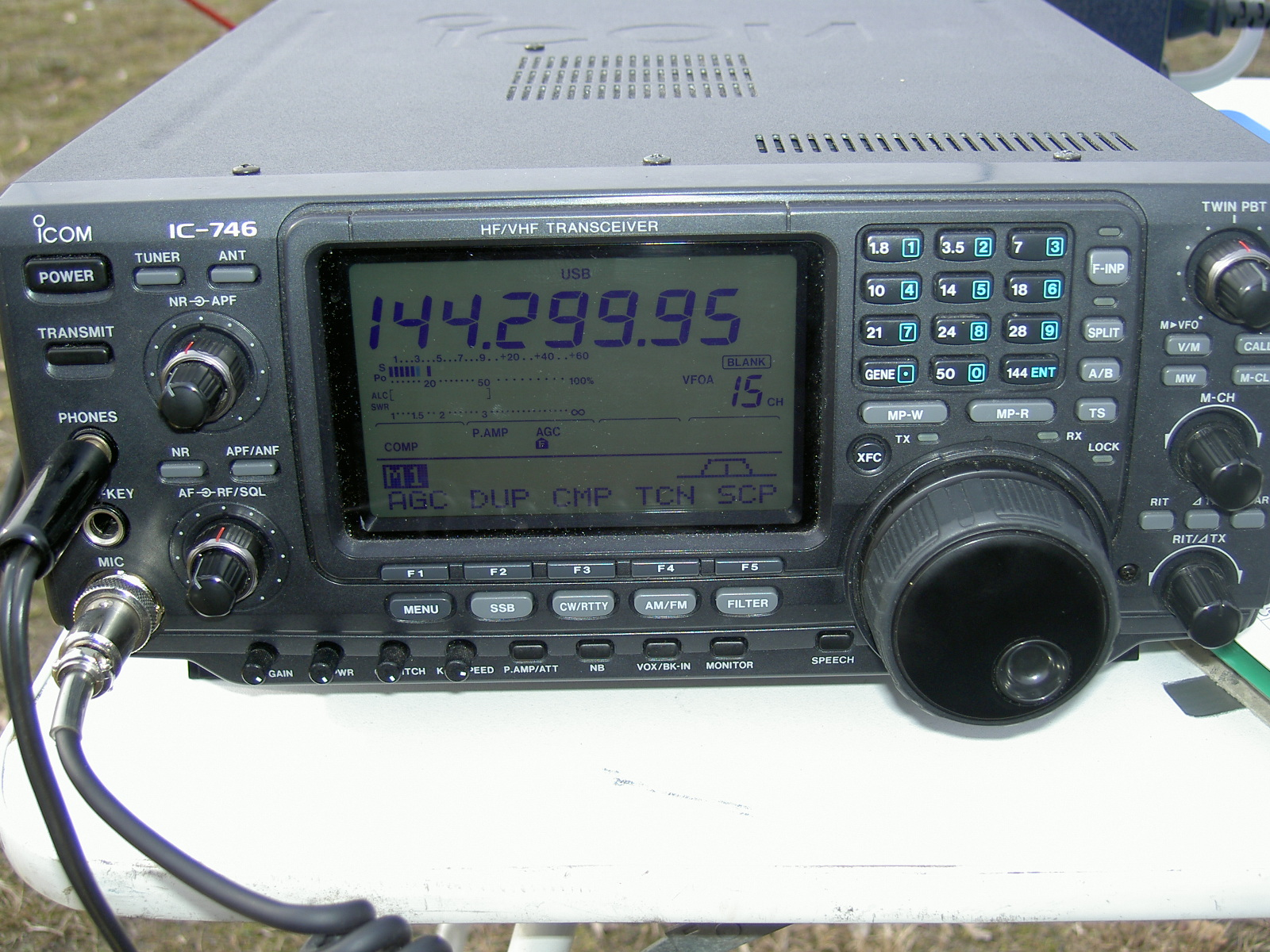
Stationsfunkgerät IC-746

Stationsfunkgerät ist ein Funkgerät, das durch seine große Bauform nicht für den tragbaren Einsatz und auch nicht für den Einbau in ein Fahrzeug in Frage kommt.
Die Stationsfunkgeräte sind der Gegenpol zu den Mobilfunkgeräten und den Handsprechfunkgeräten und haben üblicherweise eine höhere Sendeleistung.